# Operatore di Roberts
Il filtro di Roberts è stato uno dei primi filtri digitali utilizzato nell'ambito della visione artificiale per estrarre i contorni da un'immagine digitalizzata. Esso sfrutta la somma dei quadrati del peso associato ai pixel dell'immagine, convolvendola con una delle due seguenti matrici:
```

  

    

      

        

          

            
[

            

              

                

                  
+

                  
1

                

                

                  
0

                

              

              

                

                  
0

                

                

                  
−

                  
1

                

              

            

            
]

          

        

      

    

    
{\displaystyle {\begin{bmatrix}+1&0\\0&-1\end{bmatrix}}}

  

 
 
oppure
 
 

  

    

      

        

          

            
[

            

              

                

                  
0

                

                

                  
+

                  
1

                

              

              

                

                  
−

                  
1

                

                

                  
0

                

              

            

            
]

          

        

      

    

    
{\displaystyle {\begin{bmatrix}0&+1\\-1&0\end{bmatrix}}}

  

```

Il filtro di Roberts è comunemente ancora utilizzato grazie alla sua velocità computazionale, anche se le prestazioni riferite alle altre alternative in ambito di visione artificiale e alla sempre crescente velocità di calcolo lo rendono uno strumento poco efficace. È inoltre molto carente dal punto di vista della sensitività rispetto al rumore.